# تری گریفیتس
تِرِنِس مارتین گریفیتس (به انگلیسی: Terence Martin Griffiths)  (۱۶ اکتبر ۱۹۴۷ –۱ دسامبر ۲۰۲۴) بازیکن حرفه‌ای اسنوکر، مربی و صاحب‌نظر اهل ولز بود. او پس از کسب چندین عنوان آماتور، از جمله قهرمانی آماتور ولز در سال ۱۹۷۵ و دو قهرمانی پیاپی قهرمانی اسنوکر آماتور انگلستان در سال‌های ۱۹۷۷ و ۱۹۷۸، در ژوئن ۱۹۷۸ در سن ۳۰ سالگی به صورت حرفه‌ای وارد این رشته شد.
گریفیتس در دومین تورنمنت حرفه‌ای خود برای قهرمانی اسنوکر جهان ۱۹۷۹ راه‌یافت. او به فینال این رقابت رسید و دنیس تیلور را با نتیجهٔ ۲۴–۱۶ شکست داد. این اتفاق دومین باری بود که یک بازیکن از مرحلهٔ مقدماتی توانسته بود قهرمان قهرمانی اسنوکر جهان شود؛ بار اول الکس هیگینز در ۱۹۷۲ این افتخار را کسب کرده بود و از آن زمان تنها شان مورفی در ۲۰۰۵ توانسته این موفقیت را تکرار کند. در ۱۹۸۸، گریفیتس بار دیگر به فینال این رقابت رسید. او در حالی که با استیو دیویس ۸–۸ برابر بود، بازی را با نتیجه ۱۸–۱۱ واگذار کرد.
گریفیتس طی ۹ سال متوالی از ۱۹۸۴ تا ۱۹۹۲ حداقل به مرحلهٔ یک‌چهارم نهایی قهرمانی اسنوکر جهان راه‌یافت. او همچنین در مسترز ۱۹۸۰ و قهرمانی بریتانیا ۱۹۸۲ قهرمان شد و تاج سه‌گانهٔ اسنوکر را تکمیل کرد. گریفیتس سه بار نایب‌قهرمان مسترز شد و به فینال اوپن اروپا ۱۹۸۹ نیز رسید، اما در نهایت به جان پروت باخت.
هرچند گریفیتس در چندین تورنمنت دیگر نیز قهرمان شد، اما تلاش او برای رقابت با دیویس منجر به تغییراتی در تکنیکش شد که به گفتهٔ مفسران باعث از بین رفتن سبک طبیعی بازی او شد. او در سال ۱۹۹۶ از تور حرفه‌ای بازنشسته شد تا به‌عنوان مدیر آموزش انجمن جهانی بیلیارد و اسنوکر حرفه‌ای فعالیت کند. در طول دوران مربی‌گری خود، با بازیکنان برجسته‌ای مانند استیون هندری، مارک ویلیامز و دینگ جونهوی همکاری کرد. گریفیتس در دسامبر ۲۰۲۴ در سن ۷۷ سالگی درگذشت.